# Liechtenstein na Letnich Igrzyskach Olimpijskich 1964
Liechtenstein na Letnich Igrzyskach Olimpijskich 1964 reprezentowało dwóch zawodników. Był to 5. start reprezentacji Liechtensteinu na igrzyskach.

## Skład kadry

### Lekkoatletyka
- Hugo Walser

800 metrów - odpadł w eliminacjach
1500 metrów - odpadł w eliminacjach
- Alois Büchel - dziesięciobój - 14. miejsce